# Libreville
Libreville, con una población estimada de 703 940 habitantes en 2020 (362 400 en 1993), es la capital de Gabón y de la provincia de Estuaire. Acoge el 40% de la población del país, representando los europeos 1/6 de su población. Ciudad portuaria sobre el río Gabón, cerca del golfo de Guinea. Fue fundada en 1843 como punto de intercambio. Esclavos liberados de los Estados Unidos se radicaron en esta ciudad en 1848 bautizando el sitio como Libreville (Ciudad libre en francés). Fue el puerto principal de las colonias francesas del África Ecuatorial Francesa entre 1934 y 1946.
En Libreville se encuentran la Escuela de Administración y la Escuela de Leyes de Gabón. Es sede de la Universidad Omar Bongó, la cual cuenta con un Departamento de Español, encargado de difundir la lengua española y las culturas hispanoamericana e hispanoafricana.

## Historia

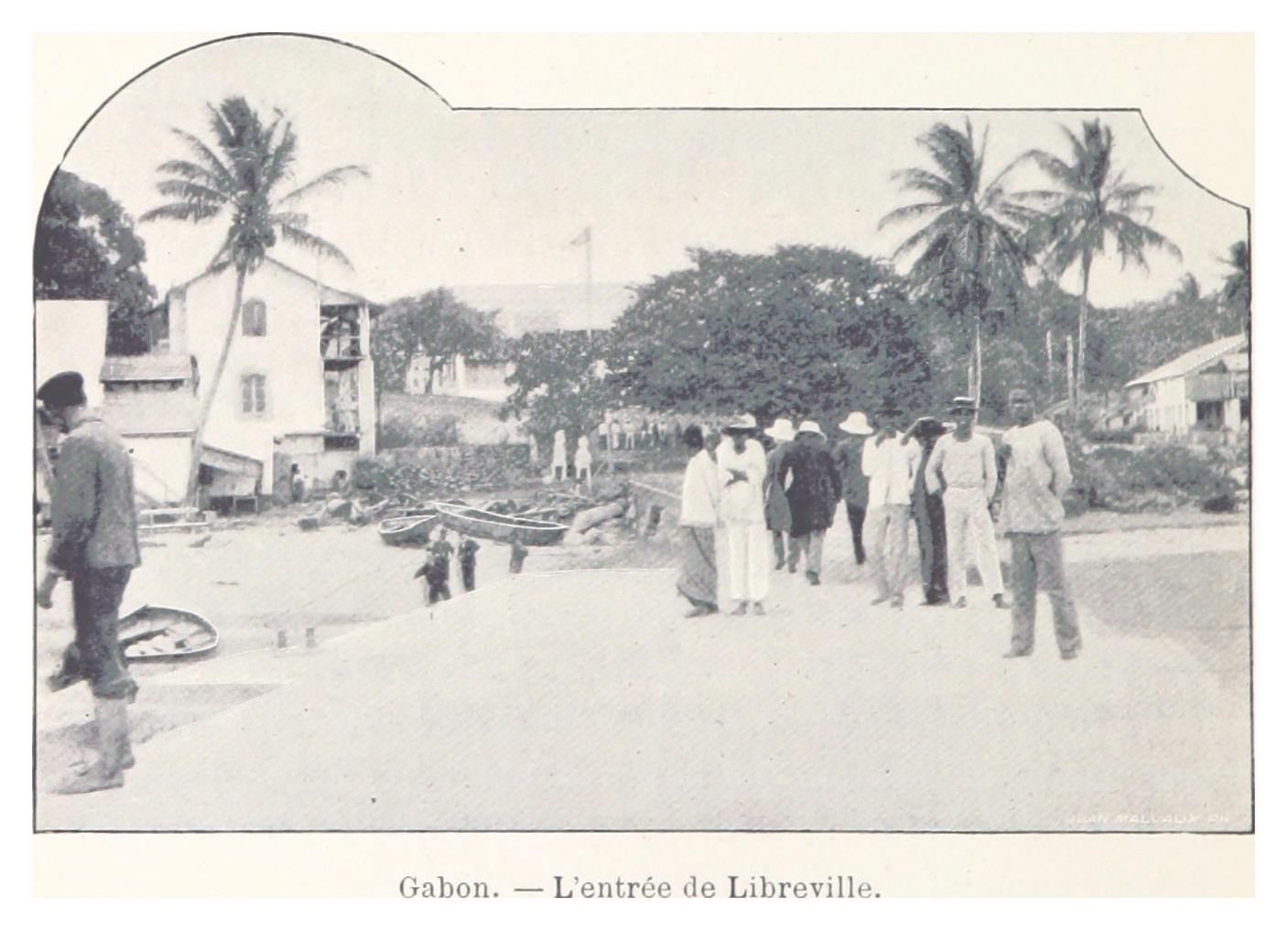
Entrada a Libreville, 1899.

La zona de la actual Libreville fue descubierta por los europeos en 1472, por navegantes portugueses.
La forma de cabaña de marinero de la región de Libreville les da la idea de nombrarla por la traducción gabão de esta palabra en portugués. Posteriormente este nombre designará a todo el país de Gabón donde se ubicará esta ciudad.
Cuando los franceses llegaron a la región, en 1839, existían varios pueblos nativos entre los que se encontraba la tribu Mpongwé.
En 1842 llegaron misioneros procedentes de Nueva Inglaterra que se establecieron en la misión de Baraka, en lo que hoy es la ciudad de Libreville.
El 5 de febrero de 1843, el teniente comandante francés Édouard Bouët-Willaumez fue nombrado gobernador de Senegal en la isla de Gorée, encargado de reprimir la trata de esclavos de otros países europeos  En nombre de la Francia entonces bajo la Monarquía de Julio, muy rápidamente establecerá controles que serán sus dependencias administrativas y concluirá nuevos “tratados” de comercio y protección con los diferentes reinos-pueblo de la costa.
En 1910 fue creada la África Ecuatorial Francesa (Afrique équatoriale française, AEF) y las compañías francesas fueron autorizadas a explotar el Congo Medio (actual República del Congo). Pronto se volvió necesaria la construcción de un ferrocarril que conectase Brazzaville, el término de la navegación fluvial del río Congo y el río Ubangui, con la costa del océano Atlántico. Ya que los rápidos hacían imposible la navegación por el Congo tras Brazzaville, y el término costero del ferrocarril debía permitir la construcción de un puerto de aguas profundas, las autoridades eligieron Pointe-Noire en lugar de Libreville como originalmente se tenía planeado. La construcción del ferrocarril Congo-Ocean comenzó en 1921, y Libreville fue sobrepasada por el rápido crecimiento de Pointe-Noire, mucho más cerca de la costa.
Libreville fue el puerto principal del África Ecuatorial Francesa entre 1934 y 1946, y fue el foco principal de la Batalla de Gabón en 1940, durante la Segunda Guerra Mundial.
Libreville creció lentamente como centro de comercio y centro administrativo menor con una población de 32 000 habitantes en el momento de la independencia de Gabón, en 1960. Tuvo su primera entidad bancaria cuando el Bank of West Africa (BAO) abrió una sucursal en 1930. Desde la independencia, la ciudad ha crecido rápidamente y en la actualidad alberga a casi la mitad de toda la población gabonesa.

## Toponimia
El nombre de "Libreville" fue dado por primera vez por Édouard Bouët-Willaumez, primero a la localidad fundada en 1849 detrás de los futuros edificios oficiales de la Meseta destinados a sustituir al Fuerte Aumale. El pueblo fue creado para acoger a los esclavos vilis liberados del barco negrero brasileño Elizia, abordado frente a las costas del reino de Loango, mientras que la trata de esclavos, formalmente prohibida desde 1848, continuaba en el Golfo de Guinea. Los esclavos liberados, 27 hombres de 13 a 24 años, 23 mujeres de 18 a 22 años y 2 niños de un año, fueron embarcados en Gorée el 19 de marzo de 1847 en el barco "L'Adour", llegando así al final de abril a Gabón. Dos de ellos mueren en una revuelta. Los franceses los obligaron a casarse y a elegir como alcalde a un tal Mountier. Fueron instalados en parejas en las chozas del pueblo de Libreville el 17 de octubre de 1849.

## Geografía

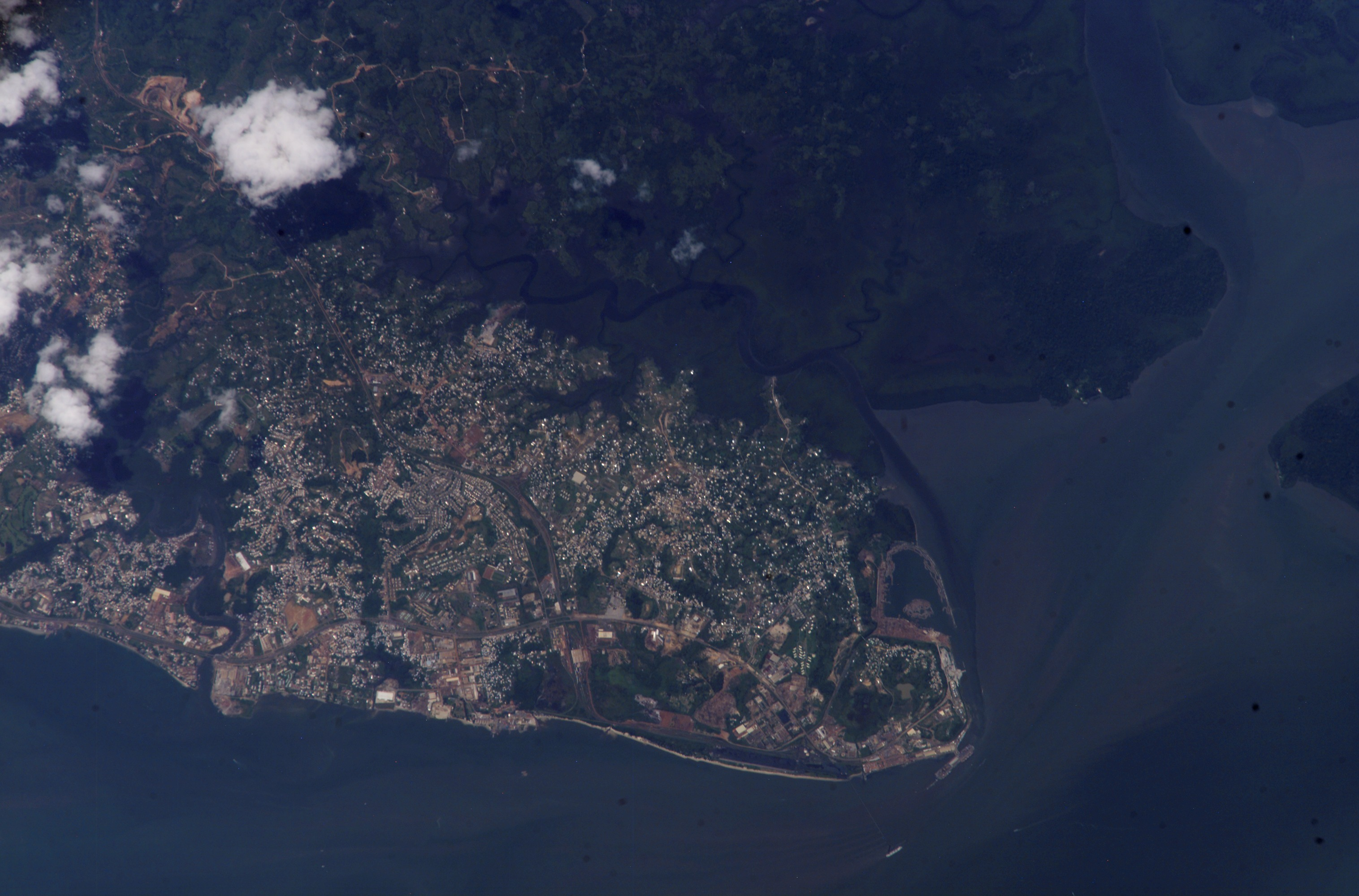
Vista satélite de Libreville.

De norte a sur, los principales distritos de la ciudad son la zona residencial Batterie IV, Quartier Louis (conocido por su vida nocturna), Mont-Bouët y Nombakélé (populosas áreas comerciales), Glass (el primer asentamiento europeo en Gabón), Oloumi (destacada zona industrial) y Lalala, una zona residencial. El puerto de la ciudad y la estación ferroviaria del Ferrocarril Trans-Gabón hasta Franceville está en Owendo, al sur del área metropolitana. Más en las afueras se encuentran los distritos de áreas residenciales más empobrecidas. Hacia el noroeste se encuentra Guinea Ecuatorial, etiquetando a la ciudad como parte del noroeste de Gabón. En términos de fronteras nacionales que la ciudad bordea, al norte está Camerún, al este la República del Congo y al sureste la República Democrática del Congo. También está próxima a las costas del Atlántico Sur. Adicionalmente, en términos de geografía hídrica, el río Komo pasa por la ciudad y desemboca en el océano. El río Komo también tiene potencial de recurso hidroeléctrico para la ciudad, que podría generar importantes cantidades de energía. Varios distritos de la ciudad provendrían beneficios independientes que se podrían invertir en la ciudad. En términos de ocio y vida nocturna, Quartier Louis es el barrio más renombrado. Una de sus principales zonas incluye la costa, y esto influye enormemente en las posibles actividades disponibles en el área. Las zonas comerciales de Libreville se encuentran en los distritos de Mont-Bouët y Nombakélé, que incluyen varios centros comerciales y estaciones que venden diversos productos. En Oloumi se encuentra la mayor parte de la industria de la ciudad, integrando la producción por separado de diversos distritos que se enfocan en otros aspectos. Finalmente, Lalala y Batterie IV son sectores residenciales, donde reside la mayoría de la población.

## Clima
El clima es diferente al de otras partes de Gabón. Con una temperatura media de 25.9 °C. Las lluvias son muy comunes a lo largo de todo el año, y los meses más secos son junio, julio y agosto.
| Parámetros climáticos promedio de Libreville, Gabón | Parámetros climáticos promedio de Libreville, Gabón | Parámetros climáticos promedio de Libreville, Gabón | Parámetros climáticos promedio de Libreville, Gabón | Parámetros climáticos promedio de Libreville, Gabón | Parámetros climáticos promedio de Libreville, Gabón | Parámetros climáticos promedio de Libreville, Gabón | Parámetros climáticos promedio de Libreville, Gabón | Parámetros climáticos promedio de Libreville, Gabón | Parámetros climáticos promedio de Libreville, Gabón | Parámetros climáticos promedio de Libreville, Gabón | Parámetros climáticos promedio de Libreville, Gabón | Parámetros climáticos promedio de Libreville, Gabón | Parámetros climáticos promedio de Libreville, Gabón |
| Mes                                                 | Ene.                                                | Feb.                                                | Mar.                                                | Abr.                                                | May.                                                | Jun.                                                | Jul.                                                | Ago.                                                | Sep.                                                | Oct.                                                | Nov.                                                | Dic.                                                | Anual                                               |
| --------------------------------------------------- | --------------------------------------------------- | --------------------------------------------------- | --------------------------------------------------- | --------------------------------------------------- | --------------------------------------------------- | --------------------------------------------------- | --------------------------------------------------- | --------------------------------------------------- | --------------------------------------------------- | --------------------------------------------------- | --------------------------------------------------- | --------------------------------------------------- | --------------------------------------------------- |
| Temp. máx. media (°C)                               | 29.5                                                | 30.0                                                | 30.2                                                | 30.1                                                | 29.4                                                | 27.6                                                | 26.4                                                | 26.8                                                | 27.5                                                | 28.0                                                | 28.4                                                | 29.0                                                | 28.6                                                |
| Temp. media (°C)                                    | 26.8                                                | 27.0                                                | 27.1                                                | 26.6                                                | 26.7                                                | 25.4                                                | 24.3                                                | 24.3                                                | 25.4                                                | 25.7                                                | 25.9                                                | 26.2                                                | 26                                                  |
| Temp. mín. media (°C)                               | 24.1                                                | 24.0                                                | 23.9                                                | 23.1                                                | 24.0                                                | 23.2                                                | 22.1                                                | 21.8                                                | 23.2                                                | 23.4                                                | 23.4                                                | 23.4                                                | 23.3                                                |
| Lluvias (mm)                                        | 250.3                                               | 243.1                                               | 363.2                                               | 339.0                                               | 247.3                                               | 54.1                                                | 6.6                                                 | 13.7                                                | 104.0                                               | 427.2                                               | 490.0                                               | 303.2                                               | 2841.7                                              |
| Días de lluvias (≥ 1 mm)                            | 17.9                                                | 14.8                                                | 19.5                                                | 19.2                                                | 16.0                                                | 3.7                                                 | 1.7                                                 | 4.9                                                 | 14.5                                                | 25.0                                                | 22.6                                                | 17.6                                                | 177.4                                               |
| Horas de sol                                        | 175.2                                               | 176.8                                               | 176.9                                               | 176.8                                               | 159.5                                               | 130.6                                               | 119.2                                               | 90.4                                                | 95.9                                                | 112.9                                               | 134.6                                               | 167.8                                               | 1716.6                                              |
| Humedad relativa (%)                                | 86                                                  | 84                                                  | 84                                                  | 84                                                  | 84                                                  | 81                                                  | 81                                                  | 81                                                  | 84                                                  | 87                                                  | 87                                                  | 86                                                  | 84                                                  |
| Fuente: NOAA                                        |                                                     |                                                     |                                                     |                                                     |                                                     |                                                     |                                                     |                                                     |                                                     |                                                     |                                                     |                                                     |                                                     |

## Desarrollo
Libreville sirvió de punto de partida para la colonización francesa de Gabón a finales del siglo XIX, en primer lugar con la segunda oleada marcada por la instalación del Fuerte Aumale (cuyos restos sirvieron para la construcción de la Catedral de Sainte Marie) de los misioneros católicos espiritanos de la Congregación del Espíritu Santo del Padre Jean-Rémi Bessieux. A principios del siglo XX, Libreville se convirtió en la capital del Congo francés, antes de perder este estatus en favor de Brazzaville en 1904.
En noviembre de 1940, Libreville fue escenario de los sangrientos enfrentamientos al final de la batalla de Gabón Libreville y Gabón, bajo administración colonial, optaron por unirse al campo de la Francia libre contra el de los colonos de Vichy. Fue desde Libreville donde muchos Freedom Fighters se incorporaron a la Fuerza L, que más tarde se convirtió en la 2.ª División Blindada del futuro mariscal francés Leclerc (Philippe Leclerc de Hauteclocque), y que se fue al Chad, donde fue nombrado comandante militar por el general Charles de Gaulle. La columna cruzó el norte de África para liberar a Francia bajo ocupación en 1944.
En 1956, Léon M'ba fue elegido primer alcalde de Libreville. Unos años más tarde se convirtió en el primer presidente de la República de Gabón, hasta su muerte en noviembre de 1967. Se erigió un mausoleo en su memoria en la ciudad, en el bulevar Léon M'ba.
Mientras tanto, la independencia de Gabón fue proclamada el 17 de agosto de 1960 en la futura capital.
Libreville, que siguió siendo una simple ciudad hasta la proclamación de la independencia, experimentó un crecimiento significativo, especialmente a partir de finales de los años 1970, cuando el gobierno lanzó una serie de proyectos importantes:
- construcción y puesta en servicio del ferrocarril Transgabonés en 1978;
- construcción del polideportivo Presidente Bongo para acoger los primeros Juegos Centroafricanos del 30 de junio al 10 de julio de 1976, con cerca de 2.000 atletas de diez países en ocho disciplinas deportivas: atletismo, baloncesto, boxeo, ciclismo, fútbol, balonmano, judo y voleibol.
- construcción en 1970 de los primeros edificios de la Universidad de Libreville, los primeros en Gabón.

En 1977, Libreville acogió la 34.ª cumbre de la Organización de la Unidad Africana (OUA).
La ciudad también ha estado marcada desde los años oscuros de la dictadura por una serie de asesinatos, asesinatos de opositores políticos y desapariciones misteriosas que nunca han sido esclarecidas, incluida la de Germain Mba en 1971. Fue escenario de disturbios en 1990 (intervención militar francesa, "Operación Requin" (Tiburón)), en 1994, tras la derrota en las primeras elecciones presidenciales posmonopartidistas del principal oponente Paul Mba Abessole (nacido en 1939), que quedó en segundo lugar, y en 1998.
En 2003, André Dieudonné Berre fue elegido alcalde de Libreville, sucediendo al mencionado opositor histórico, Paul Mba Abessole, alcalde de 1996 a 2003 que se unió al presidente Omar Bongo.
El 14 de abril de 2022, la ciudad perdió su condición de capital de la provincia del Estuario en favor de la joven localidad de Akanda creada en 2013 en particular a partir de barrios antiguos o incluso de los suburbios de la capital.

## Demografía
| Año  | Población |
| ---- | --------- |
| 1961 | 32607     |
| 1971 | 88104     |
| 1981 | 244769    |
| 1991 | 382377    |
| 2001 | 507737    |
| 2013 | 703940    |
| 2021 | 834000    |
| 2022 | 857000    |
| 2023 | 870000    |

### Grupos étnicos
Libreville es una ciudad cosmopolita donde se codean todas las etnias de Gabón, inmigrantes de África Central y Occidental (nigerianos y benineses en particular), europeos, libaneses, marroquíes y, cada vez más, una población asiática principalmente de origen chino.
Los residentes más desfavorecidos viven en barrios marginales conocidos como los denominados matitis o Mapanes (akébé y kinguélé, por ejemplo).

## Economía
En la periferia sur de Libreville se encuentra una importante zona portuaria dotada de infraestructuras industriales y mineras, a la que llega el tren Transgabonais (que transporta manganeso desde Haut-Ogooué destinado a la exportación por barco, ver transporte más abajo) y camiones madereros. hasta la localidad de Owendo.
Libreville es también un importante centro de comercio de madera (principalmente okume) en la subregión de África Central.
En Mont-Bouët se encuentra el mercado más grande del país, con cientos de comerciantes minoristas. También hay dos grandes hipermercados, uno llamado Mbolo (“hola”, en lengua indígena gabonesa) y el Géant CKDO.
La capital gabonesa reúne finalmente numerosas actividades terciarias además de los servicios centrales del Estado.

## Transporte

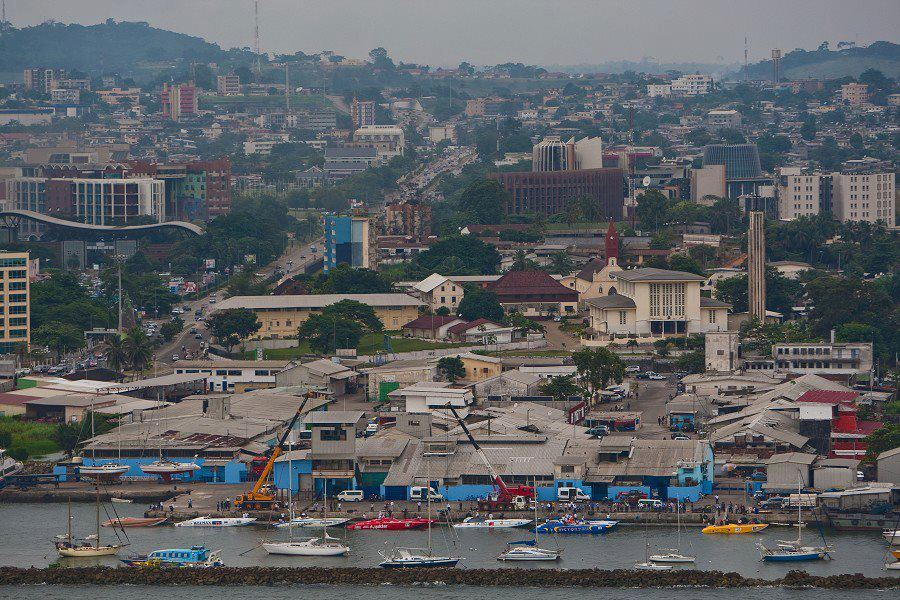
Puerto de Libreville.

El Aeropuerto Internacional Léon-Mba es el principal aeropuerto de Gabón y está situado a 11 kilómetros al norte de la ciudad.
Alrededor de la ciudad opera una red nacional de taxis. Cada distrito tiene un color para sus taxis, y los de Libreville son rojos.
La Sociedad Nacional del Transporte (SOGATRA) lanzó nuevos taxis que operan en un sistema de competencia desde 2014.
La Compañía Gabonesa de Transportes opera un servicio de autobús en todos los distritos de Libreville.

## Educación
La Universidad Omar Bongo fue fundada en 1970.
Existen varias escuelas internacionales de alto nivel en Libreville, por ejemplo:
- American International School of Libreville - Currículum estadounidense
- Lycée Blaise Pascal de Libreville - Currículum francés
- International School of Gabon Ruban Vert - Currículum IB

## Lugares de culto

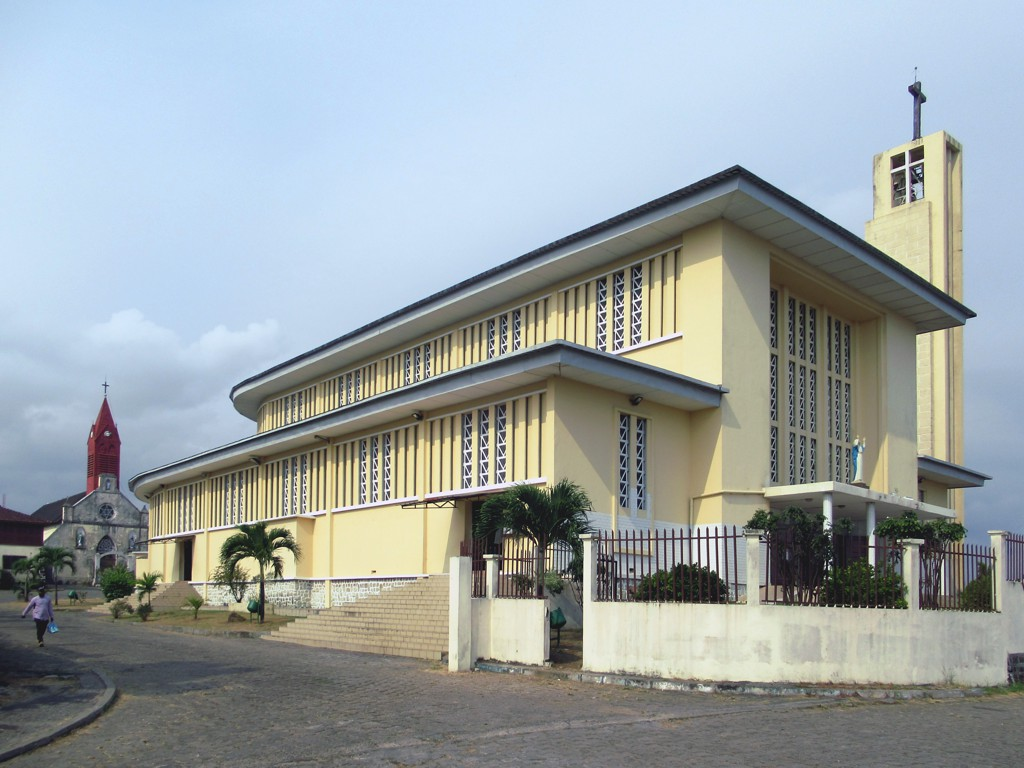
Catedral de Nuestra Señora de la Asunción de Libreville.

Entre los lugares de culto, la mayoría son predominantemente iglesias y templos cristianos: de la Archidiócesis de Libreville (Iglesia católica), Église de l'Alliance chrétienne et missionnaire du Gabon (Unión Mundial de la Alianza), Asambleas de Dios y la Iglesia Evangélica de Gabón.
La población de Gabón es predominantemente cristiana.

## Idiomas
Aunque el francés es el idioma oficial de Gabón, los idiomas que se hablan en Libreville son ante todo los de los pueblos indígenas de Libreville, a saber, el idioma omyenè (variante mpongwè), el sekiani, el fang de l'estuaire (variantes mekè). , atsi y okak), benga y akélé. Luego, las lenguas de los distintos pueblos del interior de Gabón se asentaron en la capital gabonesa, yipunu, inzebi, teké, kota… Y finalmente el francés.
Libreville es una de las varias ciudades africanas donde el francés se está volviendo verdaderamente una lengua nativa, con algunas características locales.
Gabón también se convirtió en 2022 en el tercer país no mayoritariamente de habla inglesa admitido en la Commonwealth sin ningún vínculo colonial o histórico significativo con el Reino Unido. Sin embargo, el idioma inglés sigue siendo poco o nada hablado.

## Economía
La ciudad alberga una importante industria naviera, cervecera y maderera. La ciudad exporta materias primas como madera, caucho y cacao mediante el puerto, y mediante el puerto de aguas profundas de Owendo.
Gabon Airlines tiene su sede central en Libreville. Antes de sus respectivas disoluciones, Air Gabon y Gabon Express tenían sus respectivas sedes en el Aeropuerto Internacional de Libreville.
El 6.º Batallón de Infantería de Marina del Ejército de Francia tiene una base al norte de la ciudad.